# Daniel Lund Bækkegård
Daniel Lund Bækkegård (* 26. Mai 1996) ist ein dänischer Triathlet und zweifacher Ironman-Sieger (2019, 2023).

## Werdegang
2014 wurde Daniel Bækkegård nationaler Juniorenmeister Triathlon und 2015 wurde er in Genf mit dem dänischen Team Dritter bei der Triathlon-Europameisterschaft der Junioren. Er startet für den Verein Odense Triatlon Klub.
Im Juni 2019 gewann er den Ironman 70.3 Lahti. Nur eine Woche später startete Daniel Lund Bækkegård erstmals auf der Langdistanz (3,86 km Schwimmen, 180,2 km Radfahren und 42,195 km Laufen) und er gewann den Ironman Austria. Er lebt in Odense. Im Dezember wurde er hinter dem Norweger Kristian Blummenfelt Zweiter im Ironman 70.3 Bahrain.
Daniel Lund Bækkegård startete am 28. August 2021 für das im Collins Cup der Professional Triathletes Organisation zusammengestellte Team Europe – zusammen mit Lucy Charles-Barclay, Anne Haug, Holly Lawrence, Katrina Matthews, Emma Browne, Daniela Ryf, Jan Frodeno, Gustav Iden, Sebastian Kienle, Patrick Lange und Joe Skipper.

Im September wurde er Dritter bei den Ironman 70.3 World Championships in St. George.
Im Mai 2022 wurde er Siebter bei den erstmals außerhalb von Hawaii ausgetragenen und vom Oktober 2021 verschobenen Ironman World Championships.
Mit dem Sieg beim Ironman 70.3 Kronborg-Elsinore krönte sich Bækkegård im Juni zum Sieger der Ironman 70.3 European Championships.
Im Dezember 2023 gewann der 27-Jährige den Ironman Western Australia und stellte in 7:34:22 h einen neuen Streckenrekord ein.

## Sportliche Erfolge
| Datum/Jahr    | Platz | Wettbewerb                                      | Austragungsort | Zeit     | Bemerkung                                                                          |
| ------------- | ----- | ----------------------------------------------- | -------------- | -------- | ---------------------------------------------------------------------------------- |
| 27. Juli 2024 | 3     | T100 London                                     | London         |          | 2 km Schwimmen, 80 km Radfahren und 18 km Laufen                                   |
| 26. Juni 2022 | 1     | Ironman 70.3 European Championships             | Helsingør      | 03:40:11 | Sieger der Ironman 70.3 European Championships beim Ironman 70.3 Kronborg-Elsinore |
| 5. März 2022  | 2     | Ironman 70.3 Dubai                              | Dubai          | 03:27:54 |                                                                                    |
| 9. Okt. 2021  | 1     | Ironman 70.3 Lanzarote                          | Lanzarote      | 04:03:29 |                                                                                    |
| 18. Sep. 2021 | 3     | Ironman 70.3 World Championships                | St. George     | 03:42:24 | hinter dem Norweger Gustav Iden                                                    |
| 28. Aug. 2021 | 1     | PTO Collins Cup                                 | Šamorín        | 03:15:27 | im Team Europe                                                                     |
| 5. März 2022  | 1     | Ironman 70.3 Dubai                              | Dubai          | 03:33:01 |                                                                                    |
| 5. Sep. 2020  | 1     | Ironman 70.3 Tallinn                            | Tallinn        | 03:40:08 | [ 8 ]                                                                              |
| 7. Dez. 2019  | 2     | Ironman 70.3 Bahrain                            | Manama         | 03:29:16 | Radstrecke verkürzt                                                                |
| 29. Juni 2019 | 1     | Ironman 70.3 Lahti                              | Lahti          | 03:45:37 |                                                                                    |
| 2. Sep. 2018  | 3     | Challenge Walchsee-Kaiserwinkl                  | Walchsee       | 03:54:44 |                                                                                    |
| 12. Aug. 2018 | 3     | Challenge Turku                                 | Turku          | 03:44:41 |                                                                                    |
| 11. Juli 2015 | 3     | ETU Triathlon European Championship Junior Men  | Genf           |          | Triathlon-Europameisterschaft Junioren                                             |
| 14. Sep. 2014 | 1     | DEN Triathlon National Championships Junior Men | Danemark       |          | Rang 6 in der allgemeinen Wertung                                                  |

| Datum/Jahr    | Platz | Wettbewerb                                      | Austragungsort | Zeit     | Bemerkung                                         |
| ------------- | ----- | ----------------------------------------------- | -------------- | -------- | ------------------------------------------------- |
| 6. Juli 2025  | 7     | Challenge Roth                                  | Roth           | 07:42:31 |                                                   |
| 26. Apr. 2025 | 4     | Ironman Texas                                   | The Woodlands  | 07:35:04 | hinter dem Norweger Kristian Blummenfelt          |
| 26. Okt. 2024 | 34    | Ironman Hawaii                                  | Hawaii         | 08:28:24 |                                                   |
| 3. Dez. 2023  | 1     | Ironman Western Australia                       | Busselton      | 07:34:22 | in persönlicher Bestzeit und neuer Streckenrekord |
| 25. Juni 2023 | 4     | Challenge Roth                                  | Roth           | 07:39:59 | [ 9 ]                                             |
| 25. Nov. 2022 | 2     | Ironman Israel                                  | Tiberias       | 07:43:40 | bei der Erstaustragung                            |
| 7. Mai 2022   | 7     | Ironman St. George                              | St. George     | 08:02:06 | Ironman World Championships 2021                  |
| 23. Mai 2021  | 3     | Ironman Tulsa                                   | Tulsa          | 07:52:59 | bei der Erstaustragung                            |
| 7. Juli 2019  | 1     | Ironman Austria                                 | Klagenfurt     | 08:14:26 |                                                   |
| 4. Mai 2019   | 6     | ITU Long Distance Triathlon World Championships | Pontevedra     | 05:15:04 |                                                   |

(DNF – Did Not Finish)